# Wegeleben
Wegeleben là một thị thuộc huyện Harz, trong bang Sachsen-Anhalt, Đức. Đô thị Wegeleben có diện tích 51,76 km². Đô thị này nằm bên sông Bode, phía đông của Halberstadt. Đô thị này thuộc Verwaltungsgemeinschaft ("đô thị tập thể") Bode-Holtemme. Đây là nơi sinh của Martin Bormann năm 1900.